# Wizzard (gruppo musicale britannico)
I Wizzard erano un gruppo musicale rock britannico originario di Birmingham, in attività nella prima metà degli anni settanta. Componenti del gruppo erano Roy Wood (fondatore del gruppo), Bill Hunt, Bob Brady, Charlie Grima, Hugh McDowell, Keith Smart, Mike Burney, Nick Pentelow e Rick Price.
Nel corso della sua breve carriera il gruppo pubblicò tre album, a cui va aggiunto Main Street, inciso nel 1976 ma pubblicato solamente nel 2000.
Il gruppo riuscì a piazzare due singoli alla posizione numero 1 delle classifiche britanniche, See My Baby Jive e Angel Fingers. Tra i brani più noti del gruppo figura inoltre la canzone natalizia I Wish It Could Be Christmas Every Day del 1973.

## Discografia

### Album in studio
- 1973 - See My Baby Jive
- 1974 - Wizzard Brew
- 1974 - Introducing Eddie and the Falcons
- 2000 - Main Street

### Singoli
- 1972 - Ball Park Incident/The Carlsberg Special
- 1973 - See My Baby Jive/Bend over Beethoven
- 1973 - Angel Fingers/You got the Jump On Me
- 1973 - I Wish it Could Be Christmas Every Day/Rob Roy's Nightmare
- 1974 - Rock and Roll Winter/Dream of Unwin
- 1974 - This Is the Story of My Love (Baby)/Nixture
- 1974 - Are You Ready to Rock/Marathon Man
- 1975 - Rattlesnake Roll/Can't Help My Feelings
- 1976 - Indiana Rainbow/The Thing Is This (This Is the Thing) (come Roy Wood's Wizzard)